# Youjeen
Youjeen（ユージーン、1977年7月5日 - ）は、韓国京畿道仁川市（現・仁川広域市）出身の歌手。韓国でロックバンド「Cherry Filter」（체리필터）のボーカルとして活躍で、2001年から2002年まで日本ソロ活動する。
2000年4月14日、Cherry Filterの韓国デビュー、および、2001年3月23日日本ソロ活動デビュー。プロデューサーはLUNA SEAのJ、作曲はJのほか、フランツ・ストール（ex フーファイターズ、スクリーム）、ゲイリー・スタウト、室姫深 (ex BUG)、本人。

## 来歴
- 1977年生まれ。
- 1995年にソウルへと引っ越し、祥明大学校に入学。英語教育を専攻する。
- 一学期にアメリカへ留学。ロック系の音楽アーティスト（メタリカ、コーン、フー・ファイターズ、等）に興味を持ち、歌手活動を志す。
- ヴォーカリストとして区々の地元バンドで活動後、1997年にCherry Filterを結成。弘益大学校近辺のライブハウスでライブ活動を展開。
- 2000年4月14日に、デビューアルバム「HEAD-UP」をリリース。同時期に大学を卒業し、女子高校に英語の教師として勤務。
- 男性メンバーの兵役のため、バンドの活動を休止。日本のレコード会社に送ったアルバムが関係者の耳にとまり、Youjeenとしてのデビューが決定する。
- 2001年3月23日に、元LUNA SEAのベーシスト・Jのプロデュースにより、デビューシングル「HEY JERKS」をリリース。
- 先行シングル「Someday」リリース後、ファーストアルバム「THE DOLL」をリリースする。
- アルバム収録曲「Beautiful Days」がANB系番組「ビートたけしのTVタックル」のエンディング・テーマに起用、アルバム発売約2か月後にシングルカットとなった。初のタイアップである。
- 2002年にCherry Filterとしての活動を再開、曲「ナンマンゴヤンイ」(ロマンチックな猫)が韓国で大ヒットとなった。その後バンドの2枚アルバム「Made in Korea?」を2002年8月13日リリースした。
- 2002年9月26日、元MAD CAPSULE MARKETSの室姫深プロデュースによるセカンドアルバム「BEWITCH」をリリースを最後に日本での活動を休止し、帰国。以降はChelly Filterでの活動に専念する。
- 2002年10月、Cherry Filterの初の全国（韓国）ツアーを敢行。

## ディスコグラフィー

### アルバム
1. THE DOLL（2001年7月25日発売）
2. BEWITCH（2002年9月26日発売）
3. BEST OF Youjeen（2007年1月24日発売）

### シングル
1. HEY JERKS（2001年3月23日発売）
2. Someday（2001年6月27日発売）
3. Beautiful Days（2001年10月3日発売）
  - ANB系「ビートたけしのTVタックル」エンディング・テーマ。
4. FAKE（2002年3月27日発売）
5. Daydreamin'（2002年9月4日発売）

### DVD
- FLY（2002年10月23日発売）
デビューシングル「HEY JERKS」から5thシングル「Daydreamin'」まで計5曲のビデオクリップと、それぞれのTVスポットや「Daydreamin’」のメイキング映像が収録されている。

### 参加作品
- 韓流ファンタジー ～KOREAN LOVE BALLADS～ （2006年9月27日）
  - M-11「My Treasure」収録。
- 映画「あなたを忘れない」オリジナル・サウンドトラック（2007年1月24日）
  - M-12「Wait For You」収録。